# Maggie Geha
Maggie Geha (Boston, 4 de abril de 1988) es una actriz estadounidense, reconocida por sus papeles en las películas Ted 2 y Winter's Tale y por su participación en la popular serie de televisión Gotham, interpretando a Hiedra Venenosa. Después de un año dejó la serie y fue reemplazada por Peyton List.

## Filmografía
- 2011: Taxi Cab Teranga
- 2012: Save the Cat
- 2012: Gossip Girl
- 2013: Beyoncé: Pretty Hurts
- 2013: David Gandy's Goodnight
- 2013: All My Children. Susan ( 6 episodios)
- 2013: 30 Rock
- 2014: Winter’s Tale
- 2015: In Stereo
- 2015: Ted 2
- 2015: Happyish
- 2016: The Harrow
- 2016–2017: Gotham. Poison Ivy ( 23 episodios)
- 2019 Sr Iglesias. Abigail Spencer ( 10 episodios)
- 2020 Dead without Your Lover ( cortometraje)
- 2020 Bennys Lammet. Female Fatale